# 靳生禾
靳生禾（1932年—2019年），男，河北宁晋县人。中国历史学家。山西大学黄土高原地理研究所教授。研究方向为中国古代史和历史地理学。被誉为“中国历史军事地理研究第一人”。

## 生平
1932年生于河北省宁晋县白侯村。1955年毕业于山西大学汉语言文学系并留校任教，同年10月加入中国共产党。此后历任山西大学文学院、黄土高原研究所教授，兼任中国地理学会历史地理专业委员会委员、中国古都学会理事、三晋文化研究会理事等职务。1992年离休。
2014年获“全国离退休干部先进个人”表彰。
2019年3月18日17时30分因病于家中离世。

## 研究
主要学术著述有：《赵武陵王平传》、《旅行家法显》、《中国古代的变法》、《中国历史地理文献概论》、《山西古战场》；
合著的有：校点本光绪《山西通志》、《汉书注释》、《山西省历史地图集》、《长平之战：中国古代最大战役之研究》等。
代表性学术论文有：《赵武陵王胡服骑射考辨》、《评台版“郦学研究史”》、《古都晋刍议》等。
参与策划、主持山西古战场野外考察与研究项目，与谢鸿喜合作，陆续发现战国古雁门关、春秋战略重镇羁马古城等近20处遗址。